# تویوتا مگاکروزر
تویوتا مگاکروزر نام یکی از اس یو وی‌های تویوتاست که از سال ۱۹۹۵ (میلادی) و برای رقابت با هامر اچ۱ تولید شده‌است. این خودرو از سوی ارتش ژاپن به کار گرفته می‌شود و از سال ۲۰۰۲ نمونه غیر نظامی آن نیز تولید شده‌است.
نمونه غیر نظامی این اس یو وی بزرگ در حالت استاندارد از اتاق چهار در و موتور ۱/۴ لیتری به قدرت ۱۵۵ اسب بخار و همچنین گیربکس چهار سرعته اتوماتیک بهره می‌برد.
این خودرو در بازار ژاپن هم‌اکنون قیمتی در حدود ۸۳۰۰۰۰ دلار آمریکا (۹۶۲۰۰۰۰ ین ژاپن) برای مدل پایه دارد.

## نگارخانه

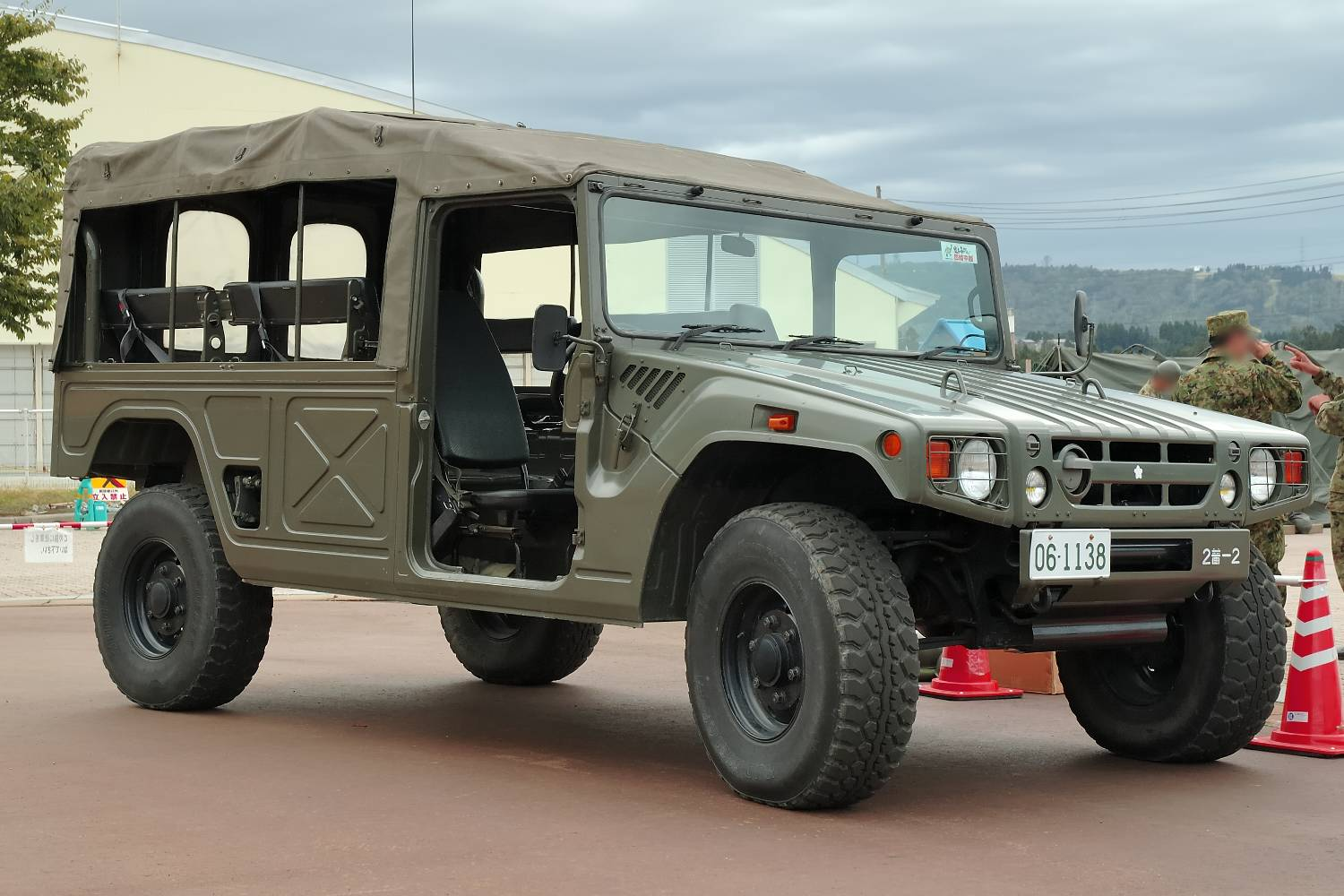
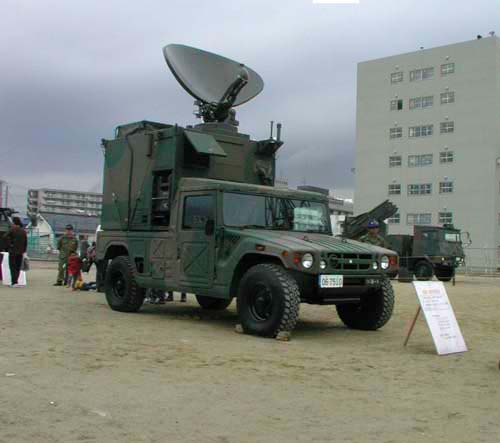
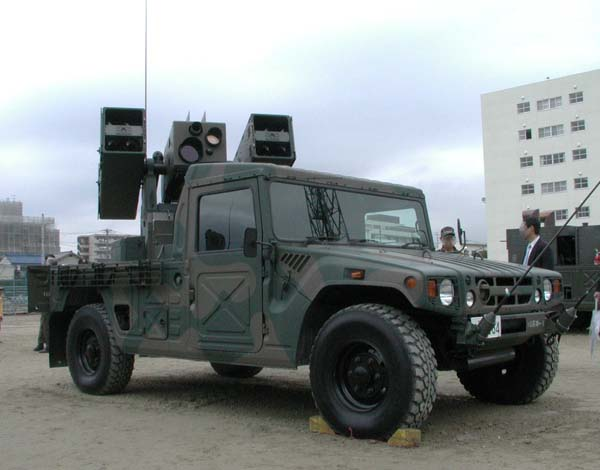
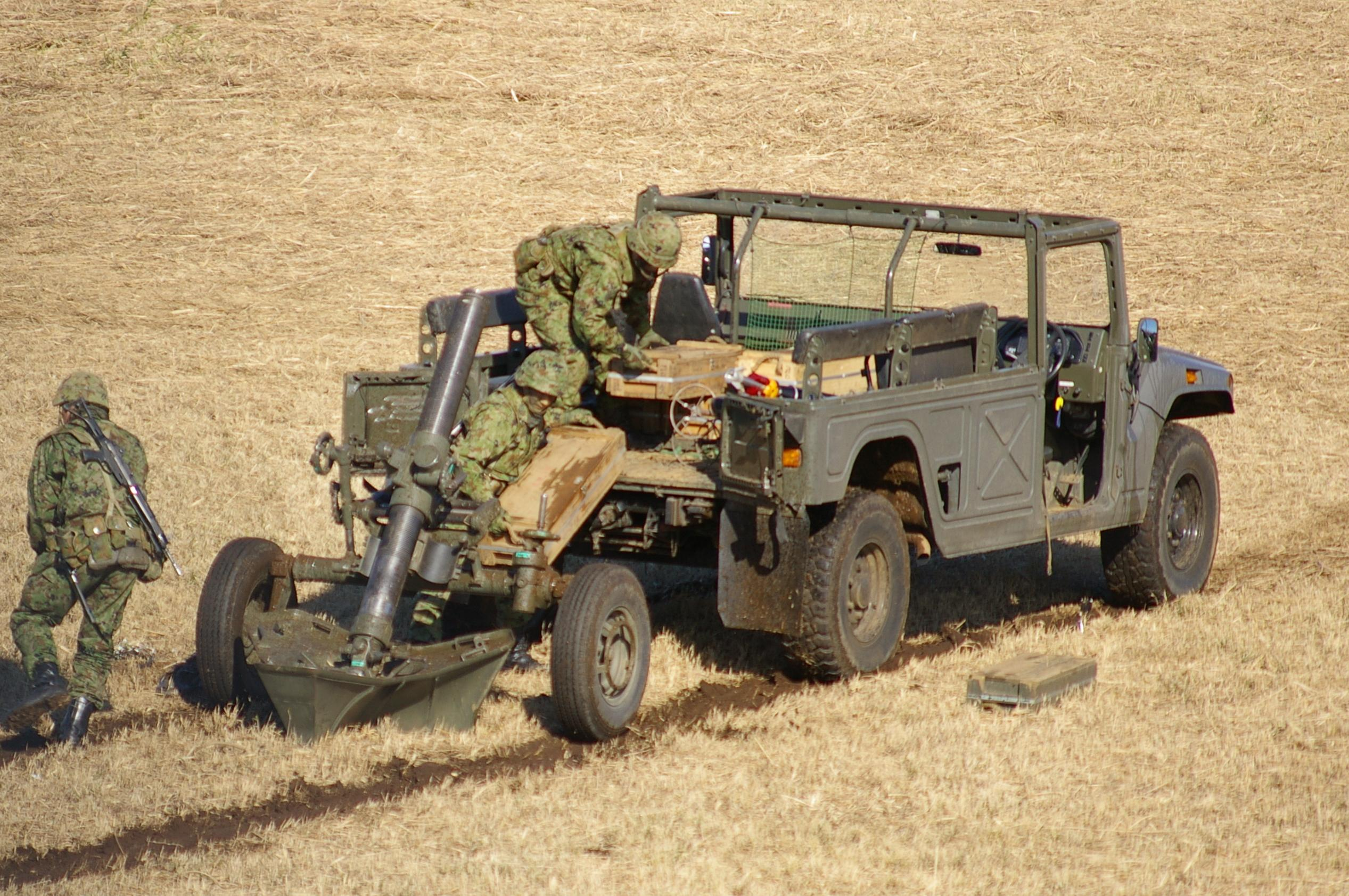
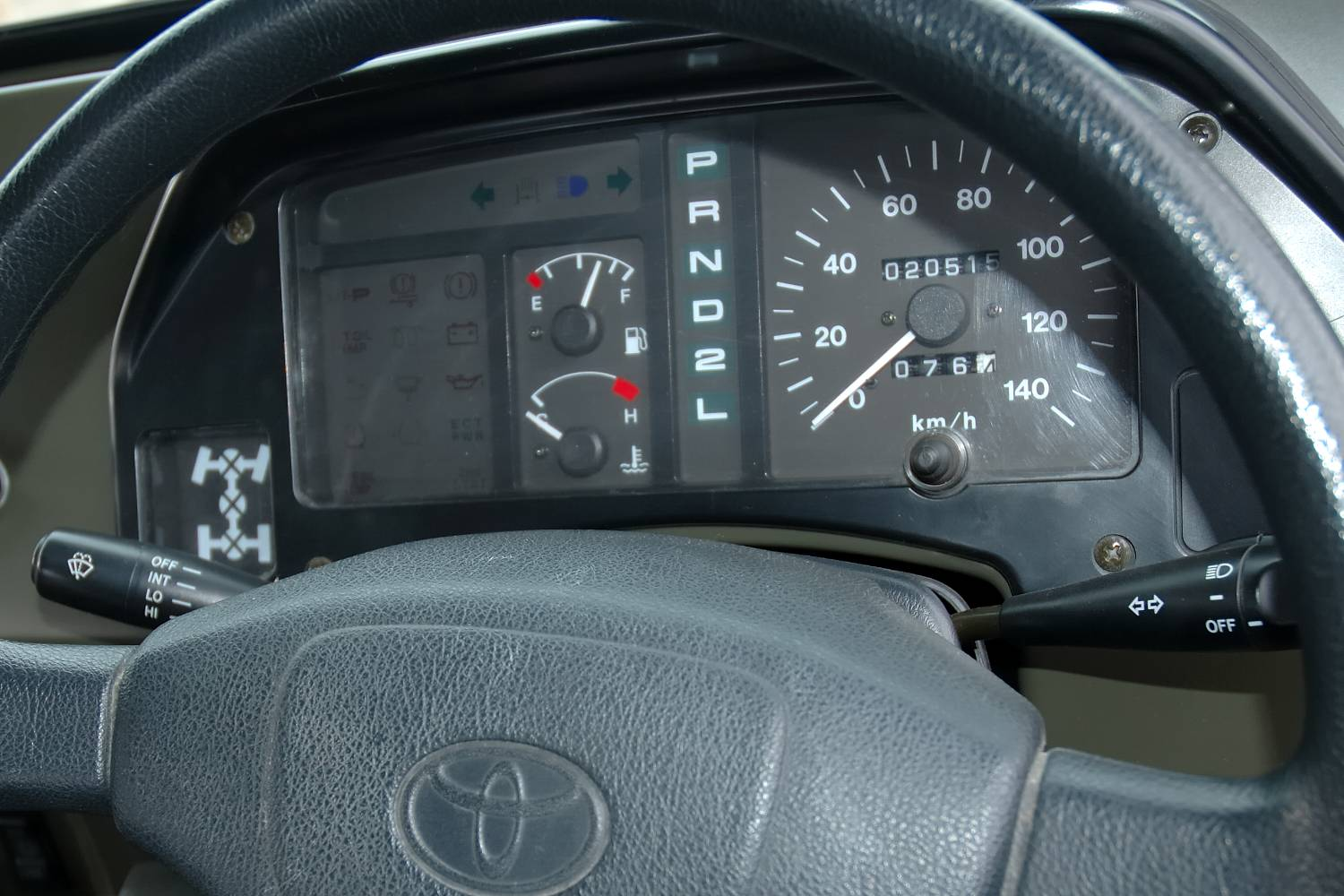
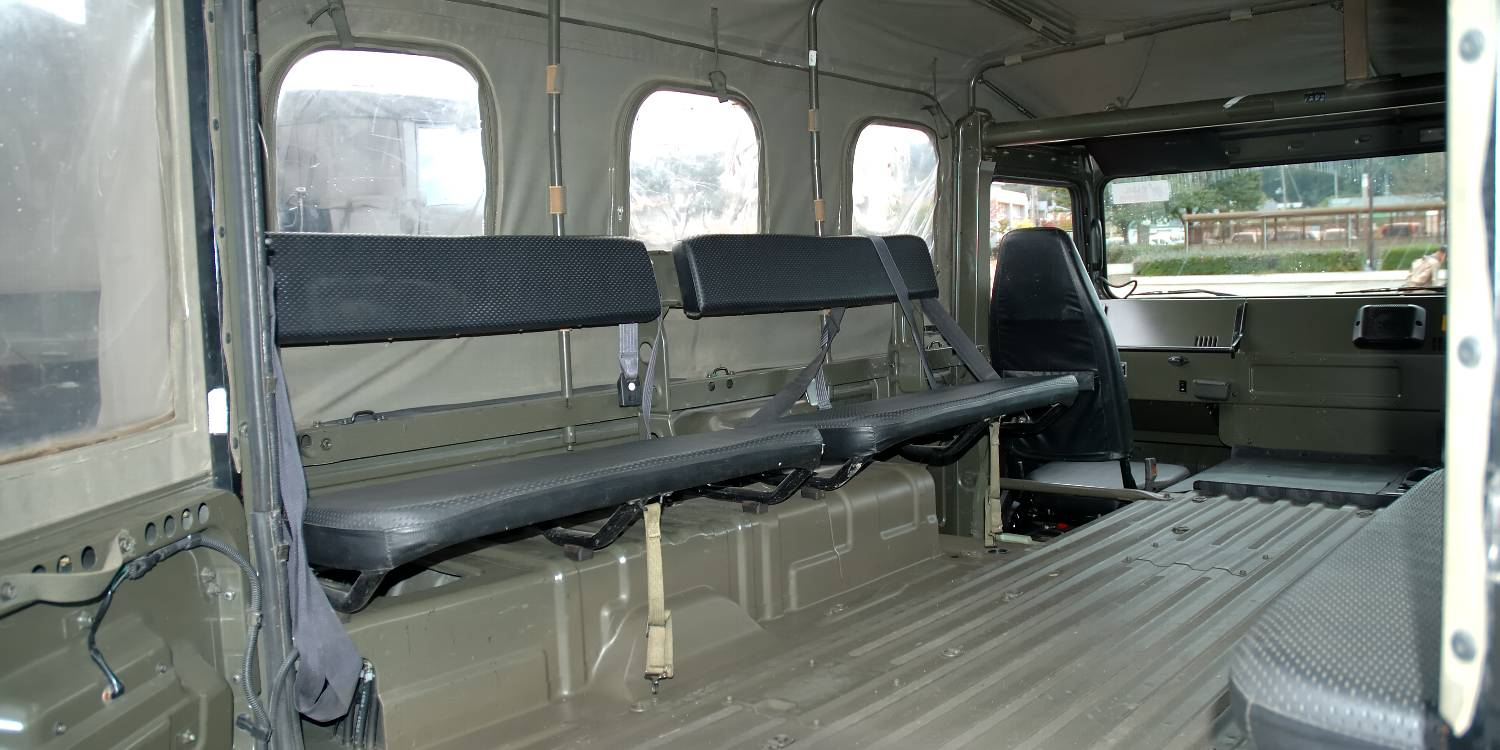